# بوگی نایتس
بوگی نایتس (به انگلیسی: Boogie Nights) نام فیلم درام آمریکایی است که در سال ۱۹۹۷ به کارگردانی پل توماس اندرسن ساخته شد. این فیلم موفق شد در ۳ رشتهٔ بهترین فیلم‌نامهٔ غیراقتباسی، بهترین بازیگر نقش مکمل زن برای جولیان مور و بهترین بازیگر نقش مکمل مرد برای برت رینولدز نامزد جایزه اسکار شود.بسیاری از کارگردانان بنام هالیوود و از جمله  اندرسن در ساخت صحنه های غیر اخلاقی این فیلم باید مدیون سام پکینپا در فیلم سگهای پوشالی باشند به این دلیل که پکینپا اینگونه صحنه ها را در دنیای سینما باب کرد.

## خلاصهٔ داستان
در بوگی نایتس، زندگی مرد جوانی در سال ۱۹۷۷ روایت می‌شود که کارگر ظرف‌شوی یک کلاب شبانه در لس‌آنجلس است اما به دلیل اندازهٔ غیرعادی آلت جنسی‌اش، تبدیل به بازیگر موفق فیلم‌های پورنوگرافی می‌شود.

## انتخاب بازیگران
در ابتدا نقش دریک دیگلر به لئوناردو دی کاپریو پیشنهاد شد. او فیلمنامه را دوست داشت، اما آن را رد کرد زیرا او قبلاً برای انجام کار در فیلم تایتانیک (۱۹۹۷) قرارداد امضا کرده بود. دی کاپریو مارک والبرگ را برای این نقش پیشنهاد کرد.در انتخابی دیگر نقش دختر اسکیت سوار به گوینت پالترو پیشنهاد شد، اما آن را رد کرد.همچنین آلبرت بروکس، هاروی کیتل، بیل موری و جک نیکلسون نقش جک هورنر را رد کردند.

## درجه‌بندی
چهل ثانیه از فیلم کاهش یافت تا رتبه اصلی فیلم که NC-17 درجه‌بندی شده بود به R کاهش یابد.

## نقش‌ها
مارک والبرگ در ابتدا نمی‌خواست پس از ناکامی در سریال (Showgirls (1995 نقش آفرینی در این فیلم را قبول کند اما او بعد از خواندن فیلمنامه نظر خود را تغییر داد.

## دنباله
شایعات مربوط به ساخت دنباله فیلم یعنی "شب‌های عیاشی ۲" کذب است.
پل توماس اندرسون اظهار داشته‌است که این فیلم دنباله ندارد.

## انتشار
این فیلم تا سال ۱۹۹۹ در کره جنوبی ممنوع بود.